# Ishmael Miller
Ishmael Anthony Miller (Manchester, 5 marzo 1987) è un ex calciatore inglese, di ruolo attaccante.

## Palmarès

### Club

#### Competizioni nazionali
- Campionato inglese di seconda divisione: 1

West Bromwich: 2007-2008